# Opel Vivaro
Opel Vivaro — минивэн, представленный General Motors под маркой Opel и Vauxhall в 2001 году. Выпускается также Renault Nissan Alliance под марками Renault и Nissan. В Европе повсеместно продается как Opel Vivaro, кроме Великобритании — там продается как Vauxhall Vivaro. В 2006 году Vauxhall Vivaro получил награду «Минивэн года в Великобритании». В 2010 году автомобиль обзавелся электрической (способен проехать 97 км без подзарядки) и гибридной (400 км) версиями.

## Opel Vivaro A
Opel Vivaro A — первое поколение минивэна Vivaro было создано в рамках совместного предприятия немецкой компании Opel, японской Nissan и французской Renault на основе второго поколения Renault Trafic и выпускалось в период с 2001 по 2014 год. Trafic II был разработан отделом корпоративного дизайна Renault и командой инженеров в Вилье-Сен-Фредерик. Покупателям предлагалось несколько версий, от трёхместной грузопассажирской до девятиместной пассажирской, доступны были также два различных варианта колесной базы, версия с высокой крышей, а также три варианта дизельных и бензиновых двигателей различной мощности. Автомобиль производился на заводе GM Manufacturing Luton в британском Лутоне. Версии с высокой крышей выпускались на заводе Nissan в Барселоне. В 2013 году производство минивэнов с высокой крышей было перенесено во французский Сандувиль. В 2012 году в Лутоне было выпущено 36 982 автомобиля Opel/Vauxhall Vivaro и 16 483 Renault Trafic.
В октябре 2006 года в результате умеренного фейслифтинга передние индикаторы были перемещены из переднего бампера вверх в корпус фары, сделав автомобиль более похожими на Renault Trafic. Был прекращён выпуск бензиновой версии, потребителям стали предлагать только четырехцилиндровый дизельный двигатель объёмом 2,0 л в двух вариантах: 90 л. с. (66 кВт) или 115 л. с. (85 кВт) в сочетании с шестиступенчатой механической или автоматической коробкой передач.
В сентябре 2010 года на IAA Commercial Vehicle Show в Ганновере (Германия) был представлен Vivaro e Concept. Это подключаемое гибридное транспортное средство, с дальностью пробега увеличенной до 250 миль (402 км) и включающее в себя 21 кВт-ч литий-ионные аккумуляторы, обеспечивающие более 60 миль (97 км) пробега только на электротяге.
Производство завершено в июне 2014 года.

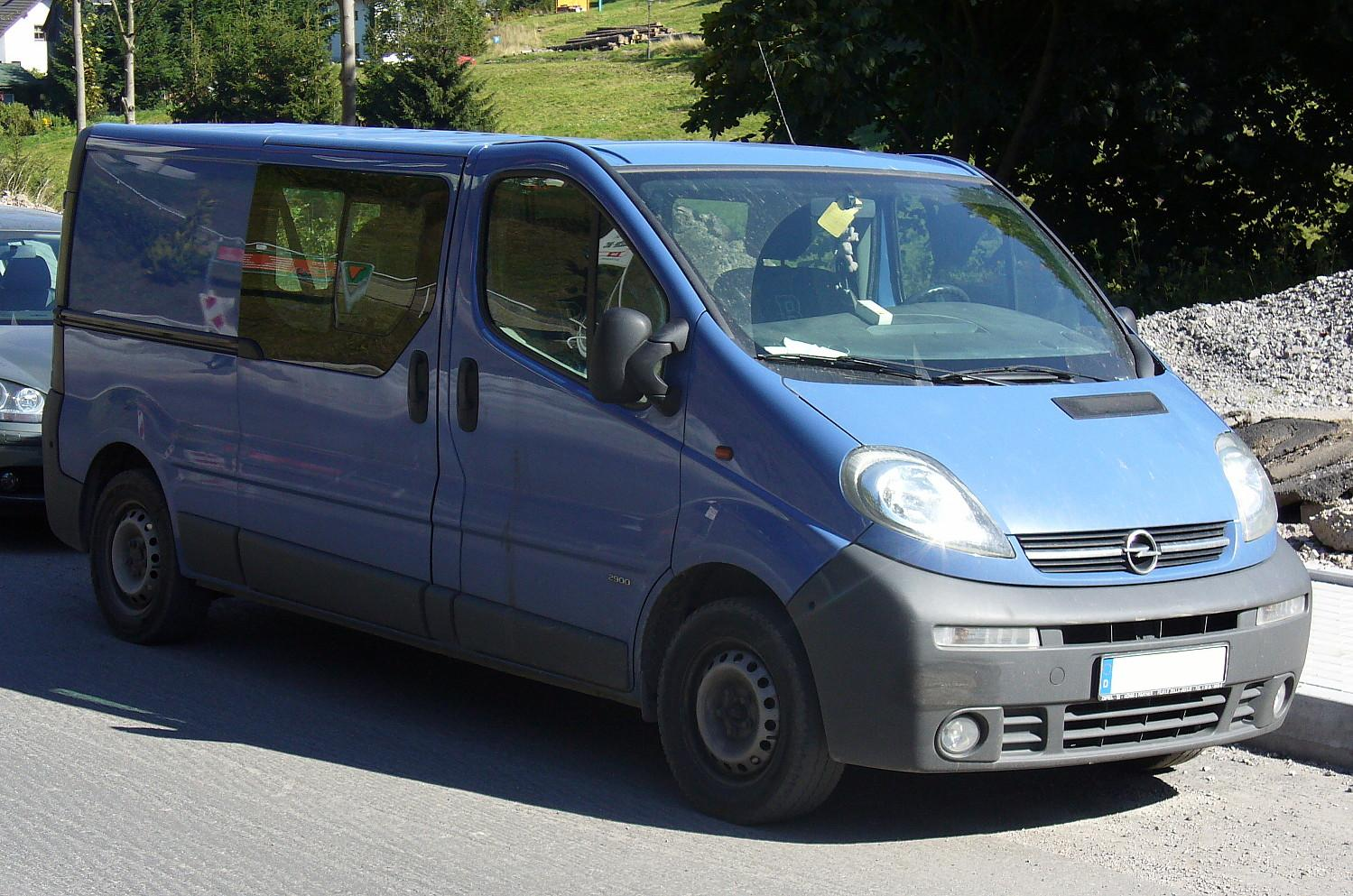
Pre facelift Opel Vivaro (2001–2006)
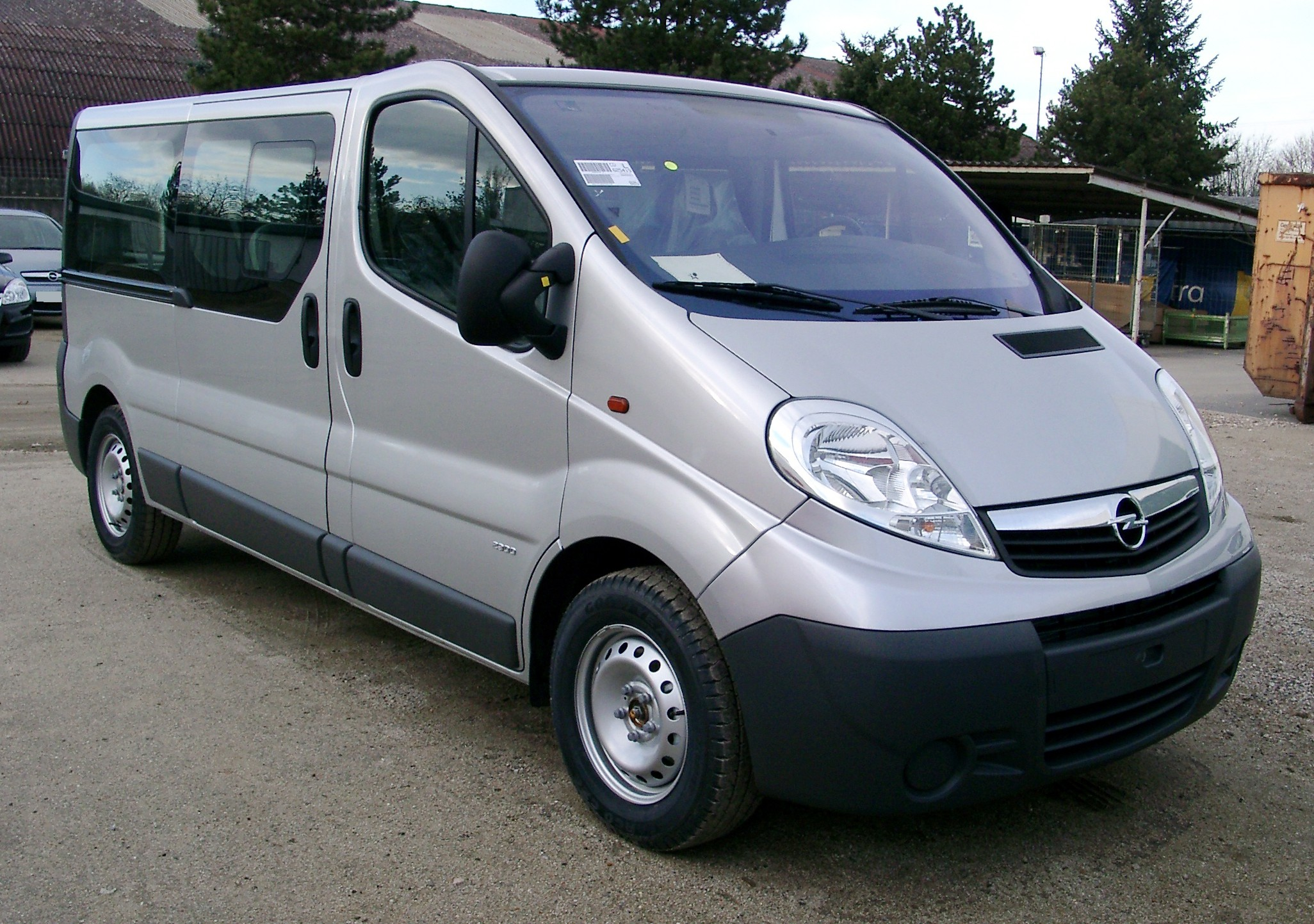
Facelift Opel Vivaro (2006–2014)
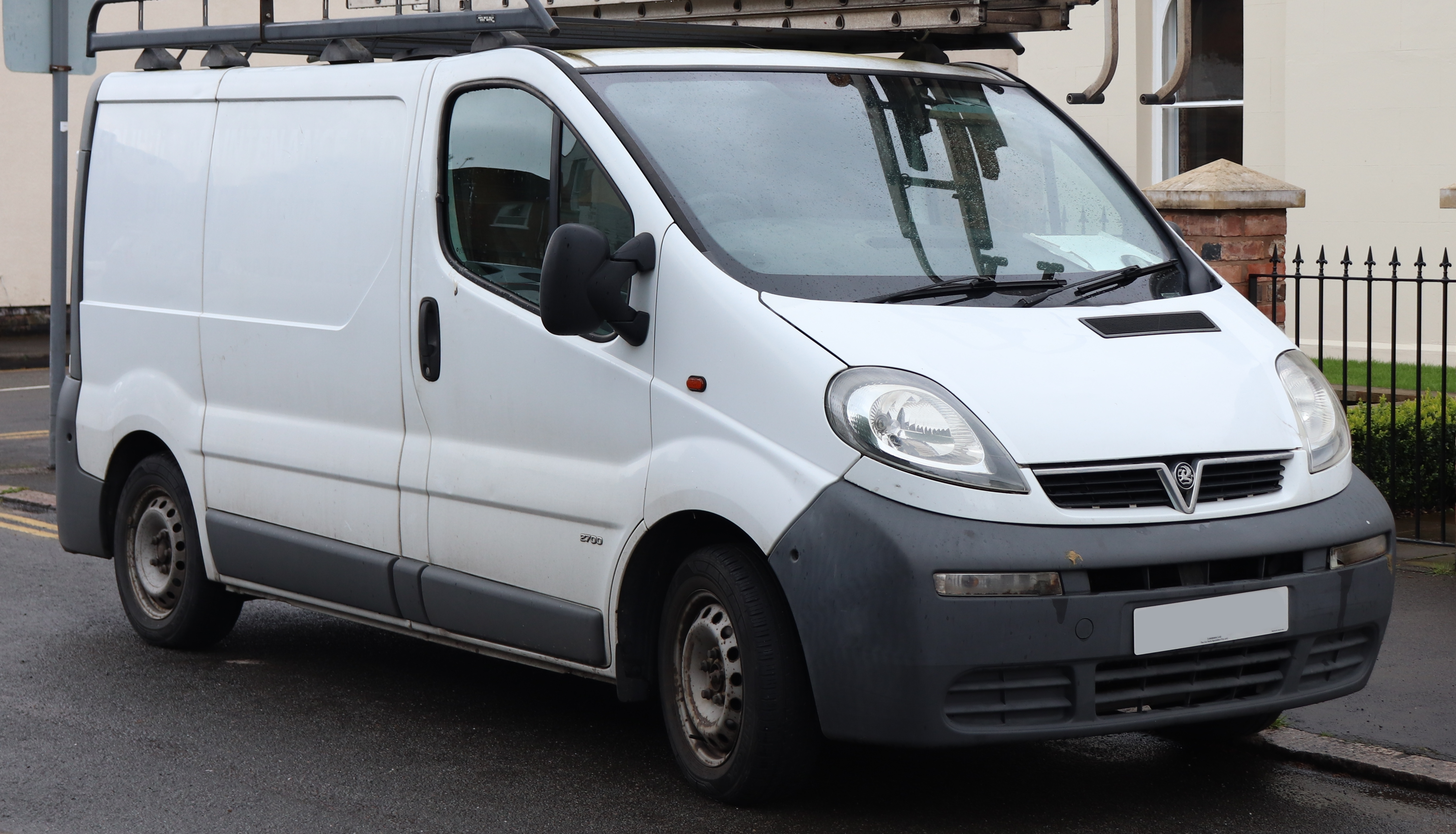
Pre facelift Vauxhall Vivaro (2004)
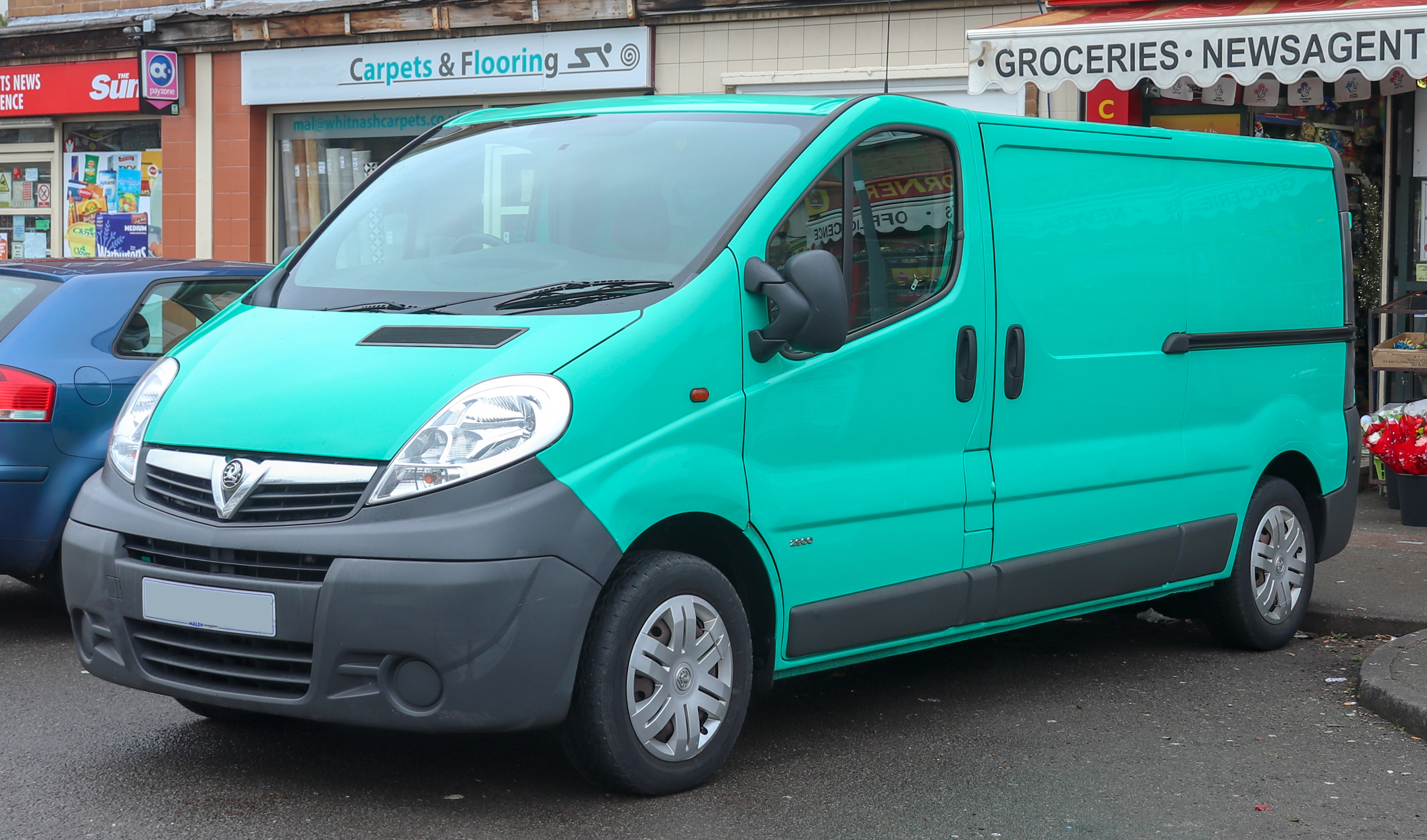
Facelift Vauxhall Vivaro (2012)
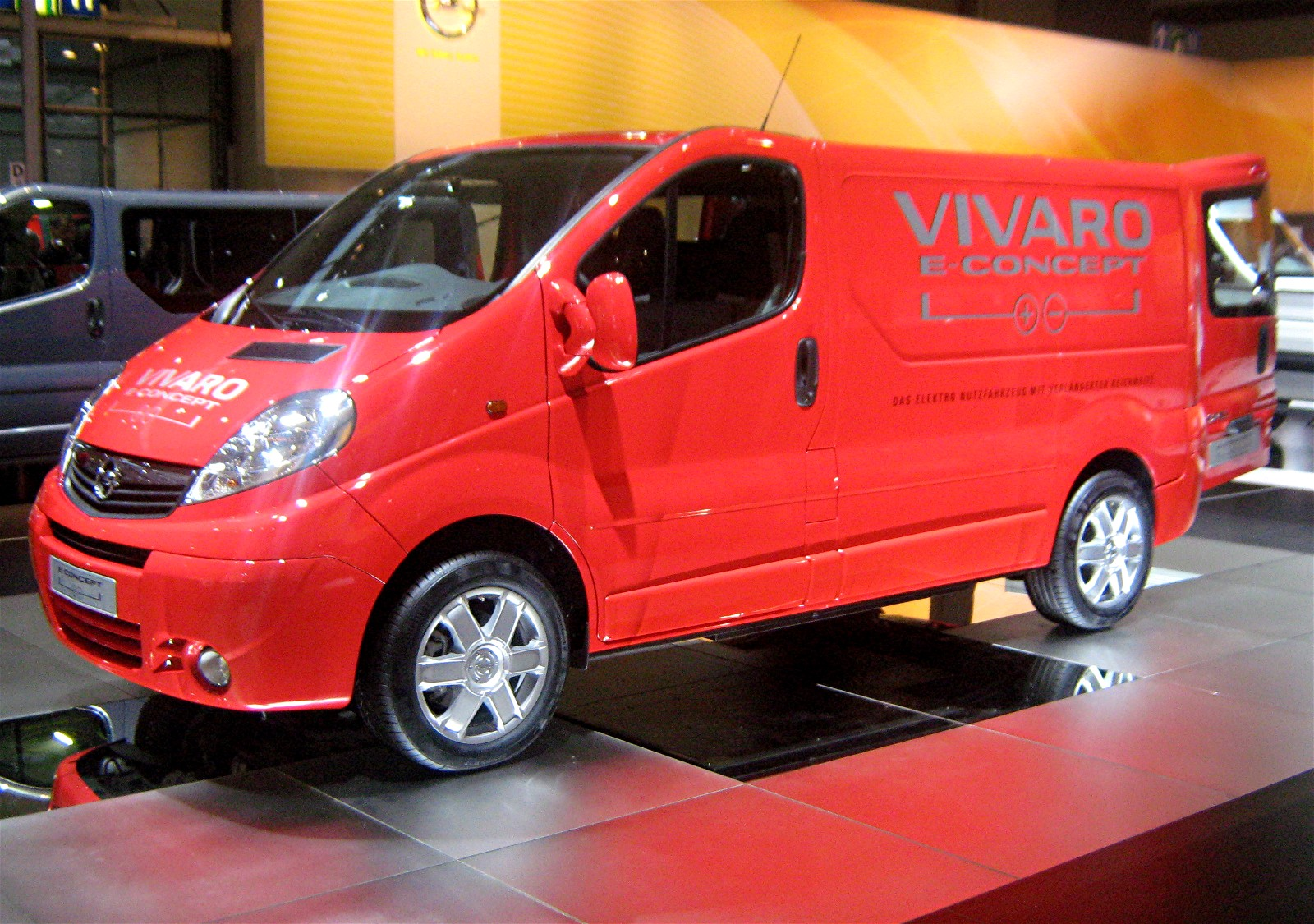
Opel Vivaro E-Concept (2009)

## Opel Vivaro B
Opel Vivaro B — второе поколение минивэна Vivaro, основанное на третьем поколении Renault Trafic, выпускалось с 2014 по 2018 год. Производился на заводе GM Manufacturing Luton, за исключением вариантов с высокой крышей, которые производились в Сандувилле. Во время разработки новой модели было решено отказаться от предыдущих дизелей в пользу двигателя 1.6 Energy dCi (Renault) / CDTI (Opel). С 2016 года модели Vauxhall Vivaro получила значок Made In Britain сзади. В двух вариантах с пониженной мощностью (90 л. с. и 120 л. с.) использовался турбонагнетатель с изменяемой геометрией, а в варианте с максимальной мощностью (140 л. с.) — сдвоенный турбокомпрессор; другие функции включали водяные и масляные насосы переменной производительности и необслуживаемую цепь привода ГРМ.
Производство модели Vivaro было прекращено в 2018 году в результате поглощения Opel/Vauxhall французской компанией Groupe PSA; она будет заменена новым поколением Vivaro на основе Citroën Jumpy модельного года 2019.

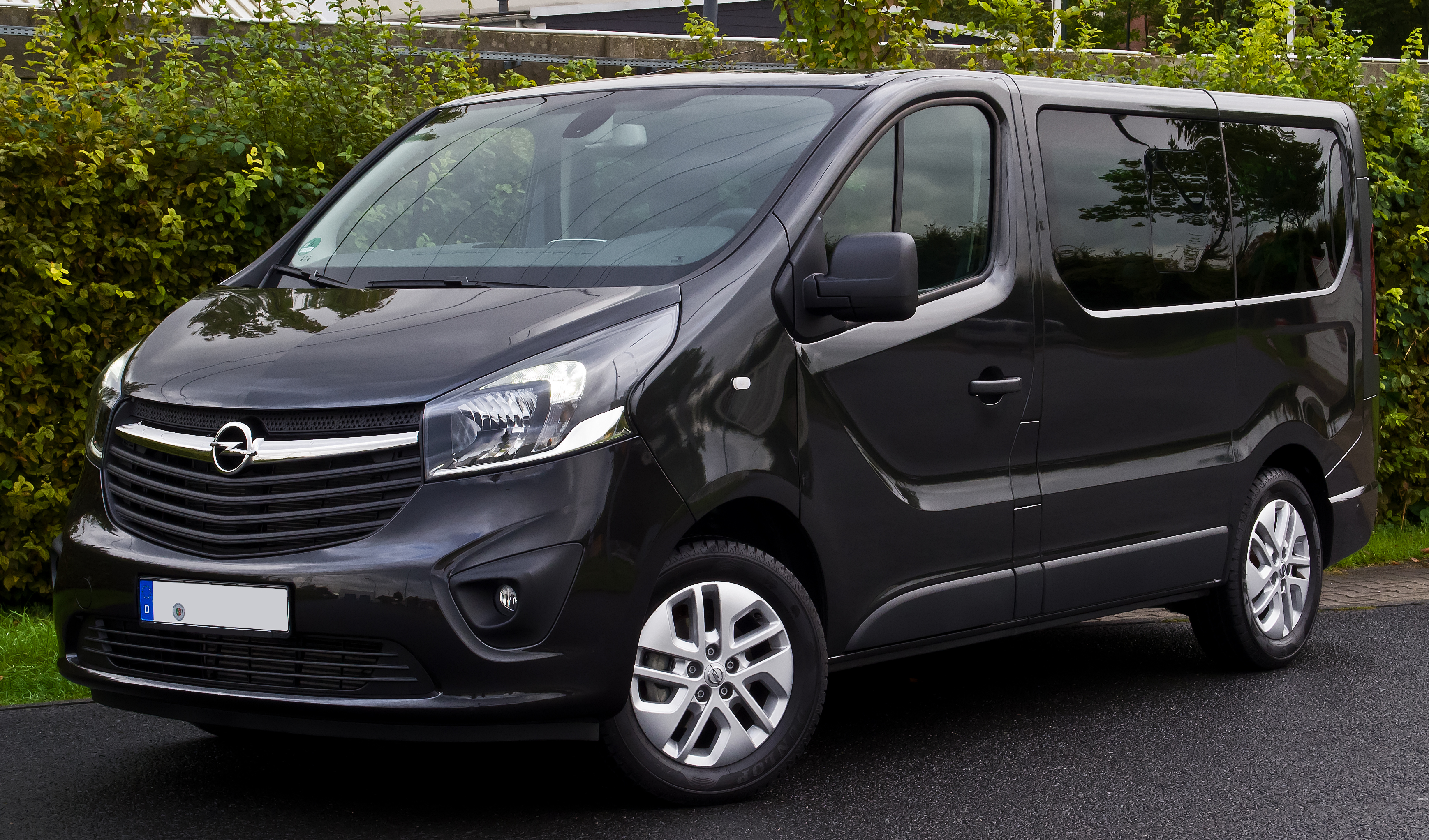
Opel Vivaro B
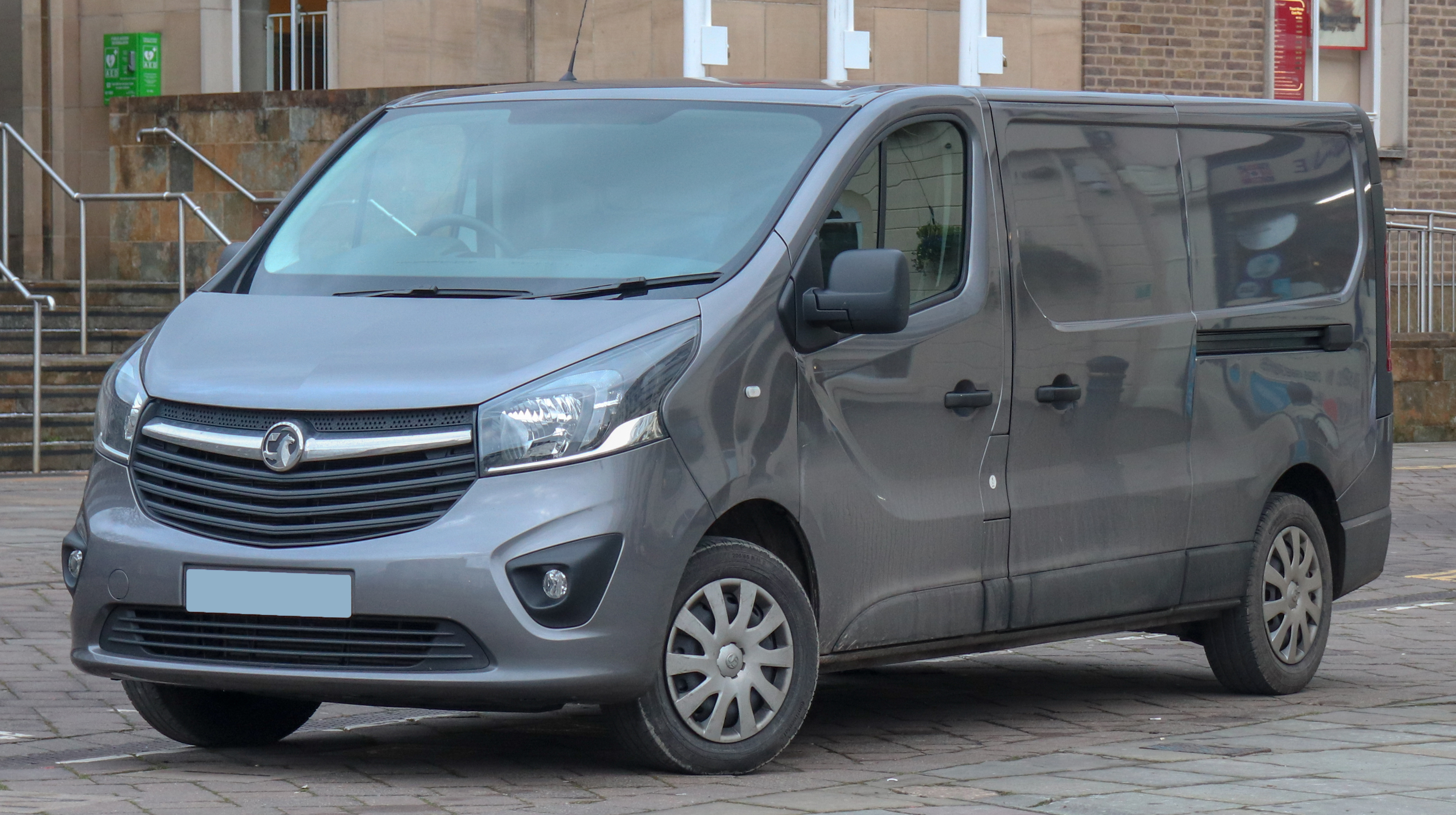
Vauxhall Vivaro

## Opel Vivaro C
Opel Vivaro C — третье поколение минивэна Vivaro, основанное на третьем поколении Citroën Jumpy, производится с 2019 года. После поглощения Opel / Vauxhall французской компанией Groupe PSA в марте 2017 года, Renault официально уведомило о расторжении соглашения о производстве Opel / Vauxhall Vivaro на основе Renault Trafic по лицензии. В апреле 2018 года PSA объявило, что производство Opel / Vauxhall Vivaro третьего поколения на базе Jumpy третьего поколения, которое должно заменить предыдущее поколение, начнётся на заводе в Лутоне в начале 2019 года. В комплекте у Opel Vivaro 2020 года имеется кондиционер, камера заднего обзора, датчик для помощи в парковке, система ABS, электроподогрев сидений и полный электропакет.
Opel Vivaro вновь появился в России в 2020 году. Фургоны для российского рынка производятся на локальном заводе «ПСМА Рус» в Калужской области.
Opel Vivaro сконструирован на современной платформе PSA — EMP2, которая также используется в качестве базы для других популярных моделей концерна.
Автомобиль может быть оснащен дизельным двигателем BlueHDi объемом 1,6 и 2,0 литра, мощность 90 или 150 л. с. соответственно. Трансмиссия автоматическая или механическая на выбор.
Opel Vivaro в России выпускается в вариантах 4,95 и 5,3 метра, при этом высота каждой — 1,9 метра, грузоподъемность — 1,4 тонны.